# 藤原永頼
藤原 永頼（ふじわら の ながより）は、平安時代中期の公卿。藤原南家貞嗣流、播磨守・藤原尹文の子。官位は従三位・皇太后宮権大夫。山井三位と号す。

## 経歴
春宮・憲平親王の蔵人や右兵衛尉を経て、応和2年（962年）村上天皇の六位蔵人に補される。その後、従五位下に叙爵。
美作介を経て、円融朝の天延2年（974年）尾張国の百姓の訴えにより尾張守・藤原連真が解任されると、後任として永頼が国守に任ぜられた。これを聞いた尾張国の百姓は喜んで、溢れんばかりの人々が永頼の邸宅へ向かったという。
天元5年（982年）讃岐介に任ぜられるが、かつて藤原子高が介に任ぜられた際に不利が生じたために、以降は国司の任官に「権」の一字を付け加えるようになった旨を奏上する。これにより、永頼に対して前例通りに「権介」として任符が発給された。讃岐介在職中の寛和元年（985年）蔵人頭・藤原実資に対して女子誕生を祝して野鳥50貫を贈っているが、永延2年（988年）讃岐介に再任された際には、藤原実資からこの任官についての批判を受けている。またこの頃までに、摂政・藤原兼家が溺愛する養子（実は孫）の藤原道頼を婿に迎えており、この任官も兼家から勧められたものとも想定される。一方で、円融朝では兼家と権勢を競った関白・藤原頼忠からも信頼を受けていたらしく、頼忠の娘である中宮・藤原遵子の中宮権亮も務めた。
道頼を婿に取ってからは、永祚元年（989年）従四位上、正暦3年（992年）正四位下と一条朝前期に順調に昇進を果たした。一方で、正暦4年（993年）11月に山井の邸宅が焼亡、翌正暦5年（995年）2月に盗賊によって邸宅が焼き討ちされ子息が焼死する不幸に見舞われている。後者については、受領として築き上げた財産が狙われた、あるいは受領として赴任中に大きな恨みを買いその報復を受けた可能性もある。さらに、同年6月には娘婿の道頼も病死してしまった。
長徳2年（996年）に発生した長徳の変を通じて権勢の座は藤原道長へ移るが、道長からも国司として力量を評価されていたらしく、永頼は近江介に登用される。近江国では不輸不入の特権が与えられていた東三条院（藤原詮子）の荘園である中津神埼庄の経営に率先して当たり、荘園からもたらされる利益を長保3年（1001年）に没した東三条院追善の費用として時を置かずに寺に施入したと想定される。長保4年（1002年）2月に先に火災で焼亡していた内裏再建の詳細を決めるが、近江介としての永頼の活躍に注目していた道長は、永頼による仁寿殿の造営を認めたらしい。そして2年を待たずに新造内裏は完成し、長保6年（1004年）正月に永頼は仁寿殿の造宮の功で従三位に叙せられ73歳にして公卿に列した。なお、この造営の間に永頼は近江介から近江守に昇任されている。
寛弘2年（1005年）3月に藤原実資を訪ねて出家の意を漏らし、翌寛弘3年（1006年）10月に出家する。寛弘7年（1010年）閏2月27日薨去。享年79。岳父・藤原定方より伝領した山井の邸宅に住んでいたため山井三位と号した。この山井第は後に娘婿の道頼が所有した。

## 人物
応和3年（963年）8月15日夜に行われた内裏歌合に参加するなど、少しばかり和歌を詠んだ。

## 官歴
- 時期不詳：東宮蔵人（春宮・憲平親王）[10]
- 天徳4年（960年） 正月12日：見右兵衛尉[11]
- 応和2年（962年） 正月17日：六位蔵人[12]。8月10日：見蔵人木工助[13]
- 応和3年（963年） 3月28日：見兼近江掾[14]。8月15日：見木工助
- 時期不詳：従五位下。美作介[15]
- 天延2年（974年） 5月23日：尾張守[16]
- 天元5年（982年） 2月19日：見讃岐介[17]
- 永延元年（987年） 2月7日：見中宮権亮（中宮・藤原遵子）[17]
- 永延2年（988年） 正月29日：讃岐介[17]
- 永祚元年（989年） 3月5日：従四位上[17]
- 時期不詳：大和守[18]
- 正暦3年（992年） 8月28日：正四位下[18]
- 長保2年（1000年） 6月20日：見近江介[19]
- 時期不詳：近江守[19]
- 長保6年（1004年） 正月5日：従三位（造仁寿殿功）[19]。2月14日：皇太后宮権大夫（皇太后・藤原遵子）[20]
- 寛弘3年（1006年） 10月27日：出家[21]
- 寛弘7年（1010年） 閏2月27日：薨去

ほかに時期は不明ながら、木工頭、伊勢守、丹後守などを務めた。

## 系譜
『尊卑分脈』による。
- 父：藤原尹文
- 母：藤原定方の娘
- 妻：藤原宣雅の娘
  - 男子：藤原能通
  - 男子：藤原信通
- 生母不明の子女
  - 男子：藤原保相
  - 男子：藤原永信
  - 女子：藤原道頼正室
  - 四女：藤原頼通側室（?-1015） - 藤原彰子女房
  - 女子：藤原通任室
  - 女子：藤原中清室

永頼の子孫は院政期に藤原信西、藤原朝子夫妻、源義朝の遺児源範頼の養父である藤原範季やその娘で順徳天皇母の修明門院、源頼朝の外祖父藤原季範や母の由良御前などを輩出している。